# Phare avant de Sõru
Le phare avant de Sõru (en estonien : Sõru alumine tulepaak) est un feu situé au village de Sõru au sud de la grande île d'Hiiumaa, appartenant à la commune de Emmaste dans le Comté de Hiiu, en Estonie. Il fonctionne conjointement avec le phare arrière de Sõru distant de près de 500 mètres.
Il est géré par l'Administration maritime estonienne ,.

## Histoire
Ce feu directionnel a été construit en 1934. Il marque le couloir de circulation entre les îles de Hiiumaa et Saaremaa.

## Description
Le phare  est une tour circulaire en béton armé de 11 mètres de haut, avec une galerie et une lanterne. La tour est peinte en blanc et la galerie et la lanterne sont rouges. Son feu isophase Il émet, à une hauteur focale de 13 mètres, un bref éclat blanc à chaque seconde. Sa portée nominale est de 6 milles nautiques (environ 11 km).
Identifiant : ARLHS : EST-052 ; EVA-701 - Amirauté : C-3721 - NGA : 12707 .

## Caractéristique dufeu maritime
Fréquence : 1 seconde (W)
- Lumière : 0.5 seconde
- Obscurité : 0.5 seconde

|                            |
| Île Hiiumaa (localisation) |

### Lien connexe
- Liste des phares d'Estonie